# Cosmopterix phyllostachysea
Cosmopterix phyllostachysea là một loài bướm đêm thuộc họ Cosmopterigidae. Loài này có ở Trung Quốc (Giang Tây) và Nhật Bản.
Chiều dài cánh trước khoảng 6 mm.
Ấu trùng được ghi nhận ăn loài Poaceae ở Trung Quốc và ăn loài Phyllostachys bambusoides ở Nhật Bản. They leaf miner|mine the leaves of their host plant. 